# Georgius Aranka Társaság

A Georgius Aranka Társaság emblémája

A Georgius Aranka Társaság az 1990-es évek közepén alakult Kolozsváron, de hivatalosan csak 2004-ben került bejegyzésre, önálló civil szervezetként. Névadója Aranka György erdélyi író, költő, tudományszervező, akinek jelentős szerepe volt a nyelvújítási mozgalmakban, s akit Erdély Kazinczyjának is neveznek.

## A Társaság célja, küldetése
A kolozsvári Georgius Aranka Társaság magyar szakos tanárok önálló, nonprofit, civil szervezete, amely 2004 tavaszán
jött létre mint hivatalos jogi személy. A társaság munkája azonban már ekkor tízéves múltra tekintett vissza, hiszen abból a nyelvművelői körből bontakozott ki, amelyet 1994 őszén néhány lelkes magyar tanár – Kása Magdolna, Kovács Katalin, Tötszegi Tekla, Misztrik Jolán – hívott életre. Szándékaikat, elgondolásaikat lelkesen felkarolta, majd mindvégig támogatta Tőkés Elek, magyar szakos tanfelügyelő és iskolaigazgató. Javaslatára a magyar szakos tanárokat tömörítő nyelvművelő kör Aranka György nevét vette fel, a tisztelet és a hűség jeléül.
A Társaság azzal a céllal vállal fel és szervez anyanyelvművelő tevékenységeket, hogy kommunikáció központú világunk és sajátos nyelvi környezetünk követelményeihez igazodva, valamint a klasszikus és a mai magyar nyelvi értékekre alapozva hozzájáruljon mindazon tehetséges fiatalok képzéséhez, akik elhivatottságot éreznek a magyar nyelv és irodalom, a magyar kultúra értékei iránt. Ezen célok megvalósítása érdekében a társaság a következő tevékenységeket vállalta föl:

### Tevékenységek
- nyelv-és beszédművelő köröket működtet
- évente szervez országos szinten nyelv-és beszédművelő versenyeket
- anyanyelvi tábort szervez tehetséges tanulók számára
- biztosítja a tanulók külföldi versenyeken való részvételét
- továbbképző tanfolyamot szervez a körvezető tanárok számára
- szakmai fórumot biztosít a magyartanárok számára
- kapcsolatot tart fent mindazon szervezetekkel, iskolákkal, amelyek a hatékony anyanyelvi nevelést elsődlegesnek tartják  oktatói munkájukban

## A Társaság felépítése

### Alapító tagok
Darvasi Gyöngyvér, Egyed Emese, Farmati Anna, Gáspár Mária, Kása Magdolna, Misztrik Jolán, Ömböli Irma, Péntek János, Péter Tünde, Szőcs Judit, Tonk Mária, Tőkés Elek, Tőkés Erika, Virág Erzsébet, Wolf Rudolf.

### Vezető testület
(A 2016. dec. 8-i közgyűlés, illetve ennek 2016. jan. 29-i bírósági megerősítése alapján)
- elnök: Farmati Anna
- alelnök: Dohi Zsuzsanna
- titkár: Oláh Csilla

## A Társaság rendezvényei

### Országos szintű Aranka György Nyelv- és Beszédművelő Verseny
- Édes anyanyelvünk nyelvhasználati versenyforma

– írásbeli feladatlap megoldása – nyelvtani, nyelvhelyességi, helyesírási, stilisztikai, szövegjelölési feladatok
– szóbeli feladat: szövegalkotás – a versenyző 15 perces egyéni felkészülés alapján 3 perces beszédművet mutat be a megjelölt beszédhelyzet ( téma – műfaj – hallgatóság ) követelményei szerint
- Szép magyar beszéd szépkiejtési versenyforma

– írásbeli feladat: szövegértelmezés, szövegszerkesztés, szövegjelölés
– szóbeli feladat: szövegértő, -értelmező felolvasás; szabadon választott szöveg felolvasása – a választott szöveg XX. századi magyar szerző értekező prózában írott szövege legyen, ne tartalmazzon párbeszédes részeket, sem régies, tájnyelvi vagy kevésbé ismert szavakat; a szöveg terjedelme 30-35 gépelt sor lehet; ismeretlen szöveg felolvasása – a versenyző 15 perces egyéni felkészülés után olvassa föl azt a szöveget, amelyet a bírálóbizottság a fenti követelmények szerint kijelölt
- Versben bujdosó vers- és prózamondó versenyforma

– írásbeli feladat: szövegértelmezési, szövegalkotási és stilisztikai feladatok
– szóbeli feladat: szabadon választott vers vagy próza bemutatása; kötelező vers szövegértő, -értelmező felolvasása 15 perces egyéni felkészülés alapján

### Körvezető tanárok szakmai továbbképzése
- az Aranka-versenyek szakmai kiértékelése
- Nyelv – szöveg – stílus továbbképző tanfolyamok a Bolyai Nyári Akadémia keretében – 1998, 1999, 2001, 2006, 2007, 2008

### Ifjúsági anyanyelvi tábor
- egy régi versenyzőkből és fiatal magyartanárokból álló kis csapat felvetette illetve elsőként 2009-ben kivitelezte a versenyhez és a Társasághoz kötődő ifjúsági anyanyelvi tábor ötletét; a jelentkezés egyetlen feltétele az volt és maradt, hogy a diákoknak az iskolában működő Beszélni nehéz! nyelvművelő körök tagjainak kell lenniük. A tábor az anyanyelv ápolása, a különböző régiók eltérő nyelvjárásainak megismerése mellett a szórakozás, kapcsolatépítés helye is.

## Kapcsolódó oldal(ak)
- Aranka György (író)
- Péchy Blanka
- Beszélni nehéz! mozgalom
- Anyanyelvápolók Szövetsége

## Forrás(ok)
- Ti szók, kik egy világot átöleltek.... Kolozsvár, Georgius Aranka Társaság / Stúdium Könyvkiadó, 2005.
- Ti szók, kik egy világot átöleltek.... Kolozsvár, Georgius Aranka Társaság / Stúdium Könyvkiadó, 2010.

## Külső hivatkozás(ok)
- Georgius Aranka Társaság
- Georgius Aranka Társaság az Apáczai Csere János Gimnázium honlapján
- Anyanyelvápolók Szövetsége